# Џун Лејк (Калифорнија)
Џун Лејк (енгл. June Lake) насељено је место без административног статуса у америчкој савезној држави Калифорнија.

## Демографија
По попису из 2010. године број становника је 629.
| Група             | 2000.    | 2010.       |
| Белци             | 0 (0,0%) | 476 (75,7%) |
| Афроамериканци    | 0 (0,0%) | 0 (0,0%)    |
| Азијати           | 0 (0,0%) | 2 (0,3%)    |
| Хиспаноамериканци | 0 (0,0%) | 137 (21,8%) |
| Укупно            | 0        | 629         |